# Last Friends
Last Friends (ラスト·フレンズ?, Rasuto Furenzu) è un dorama primaverile in 11 puntate (più uno special) di Fuji TV andato in onda nel 2008. È inedito in Italia.
La puntata numero 11 doveva essere inizialmente quella conclusiva ma, a seguito della gran popolarità ottenuta dalla serie, si decise d'aggiungere uno special consistente in un riassunto dell'intera vicenda con l'aggiunta di nuove scene e particolari. La sigla è Prisoner of Love di Utada Hikaru.
La storia segue la vita di Michiru, assistente in un salone di bellezza al suo ritorno a Tokyo dopo un'assenza di 4 anni. Tiranneggiata dalle sue colleghe più anziane nel posto di lavoro e maltrattata dal suo fidanzato durante il suo tempo libero, ritrova un bel giorno la sua vecchia compagna di liceo, nonché miglior amica all'epoca, Ruka. Viene così a sapere che la ragazza è divenuta un'abilissima pilota di motocross; abbiamo poi Takeru, che ha un impiego come truccatore, il quale viene a conoscere Ruka attraverso la sua coinquilina Eri.
Una parte della storia è stata trasposta in un manga attualmente in corso di pubblicazione per Malika: esso si viene a concentrare sui giorni della scuola superiore di Ruka e Michiru, attraverso i loro ricordi ed esperienze vissute assieme.

## Trama
Michiru ha trovato impiego in un salone di bellezza ed è appena ritornata a Tokyo dopo più di 4 anni d'assenza; vive assieme al suo fidanzato Sousuke in un appartamento in affitto e che lavora nella sezione Child Welfare di un'azienda. La giovane donna diventa però presto vittima di violenza domestica e di bullismo nel suo posto di lavoro.
Ruka, la più cara amica di Michiru fin dai tempi del liceo, lavora a tempo parziale in un negozio di meccanica ed è una brillante pilota di motocross: ha un problema segreto che non può confidare a nessuno e le sue preoccupazioni e difficoltà diventano sempre più evidenti lungo tutto il corso della serie, fino a che si chiarisce sempre più con se stessa il fatto di essere lesbica.
Takeru è un truccatore professionista e parrucchiere di giorno, mentre di sera lavora come barista in un locale notturno; soffre di un doloroso passato che gli ha lasciato stigmi traumatici incancellabili e che viene scambiato per paura nei confronti delle donne e omosessualità.
I tre verranno ad incrociare le loro esistenze quasi casualmente: un lungo percorso d'amicizia e di scambio di confidenze ha inizio.
Il dramma si svolge tutto nella Tokyo moderna del giorno d'oggi; Sharenhouse è una casa dove i suoi membri condividono l'affitto (circa quattromila yen a persona) tra loro. La casa è condivisa tra cinque persone, anche se inizialmente gli unici coinquilini sono Ruka ed Eri, ma presto a loro due s'aggiungeranno Takeru, Tomohiko e Michiru: le parti condivise cono toilette, cucina e soggiorno, ma ciascuno di essi ha poi le proprie stanze riservate.
Il secondo luogo fondamentale dell'intera vicenda è il parco pubblico Inokashira; quando Michiru e Ruka frequentavano il liceo, quattro anni prima, andavano sempre in questo parco quando si ritrovavano ad avere un po' di tempo libero da trascorrere felicemente senza pensieri né preoccupazioni. Dopo che Michiru è stata violentemente picchiata da Sousuke, Ruka la ritroverà qui: il parco servirà poi anche come luogo in cui Michiru andrà a nascondersi dopo che avrà scoperto il segreto di Ruka.

## Protagonisti
- Michiru Aida (藍田美知留?, Aida Michiru), interpretata da  (Masami Nagasawa):

22 anni, lavora in un salone di bellezza ed è costantemente vittima di bullismo da parte delle colleghe. Ad un certo punto va a vivere col fidanzato Sousuke, l'unico a cui riesce a confidare i propri problem emotivi, ma presto inizia ad esser maltrattata anche da lui.
- Ruka Kishimoto (岸本瑠可?, Kishimoto Ruka), interpretata da (Juri Ueno):

brillante pilota di motocross, era la miglior amica di Michiru durante le superiori.
- Takeru Mizushima (水島 タケル?, Mizushima Takeru), interpretato da (Eita Nagayama):

parrucchiere e truccatore professionista di giorno e barista di sera. Molti, tra cui Eri in un primo momento, sospettano possa esser gay a causa dell'assenza d'una fidanzata nonostante il suo bell'aspetto.
- Eri Takigawa (滝川 エリ?, Takigawa Eri), interpretata da (Asami Mizukawa):

lavora come hostess per una compagnia aerea nazionale.
- Sousuke Oikawa (及川 宗佑?, Oikawa Sousuke), interpretato da (Ryō Nishikido):

un ragazzo con una doppia personalità affetto da gelosia patologica.
- Tomohiko Ogura (Shigenori Yamazaki):

collega di lavoro più anziano di Eri.
- Reina Hiratsuka (Aki Nishihara)
- Sayuri Mita (Rea Ranka)
- Mayumi Okabe (Sayaka Hirano)
- Chinatsu Aida (Mitsuko Baishō):

madre di Michiru.
- Naoya Higuchi (Takeru Shibuya)
- Kenichiro Endo (Toshiyuki Kitami)
- Yuko Shirahata (Yuko Ito)
- Kazumi Hayashida (Tetsushi Tanaka):

cap sportivo di Ruka.
- Yoko Kishimoto (Mayumi Asaka)
- Shuji Kishimoto (Mitsuru Hirata)

### Star ospiti
- Gamo Mayu (ep. 1, 4)
- Yuki Higashi (ep. 1, 7, 10, special)
- Erika Nomura (ep. 1)
- Michihiko Hamada (ep. 1, 11)
- Jun Kiyomi (ep. 1)
- Asaki Natsukawa (ep. 1)
- Mai (ep. 1)
- Yuko Komine (ep. 3)
- Saori Kawamura (ep. 4, 7)
- Kanako (ep. 4)
- Kazuhiro Shimizu (ep. 4, 8)
- Tomokazu Yoshida (ep. 4)
- Saki Nishida (ep. 4)
- Haruka Ishii (ep. 5)
- Kenji Uchikura (ep. 5-6, 8, special)
- Ransho Motokawa (ep. 6-7, special)
- Aya Watabe (ep. 7)
- Takayoshi Horiguchi (ep. 7)
- Arisa Miyagi (ep. 7, special)
- Tetsushi Watanabe (ep. 7, special)
- Kihachiro Uemura (ep. 8)
- Junko Nakazawa (ep. 8-9)
- Asaki (ep. 8)
- Aya Komizu (ep. 8)
- Mai Tashiro (ep. 8)
- Nahoko Wasamoto (ep. 8)
- Mao Okumura (ep. 8)
- Makiko Takada (ep. 8)
- Chihiro Nanjo (ep. 8)
- Takeshima Yasunari (ep. 9-10)
- Ebina Kiyokazu (ep. 9)
- Mimura Takayo (ep. 9)
- Yoshimura Tamao (ep. 10)
- Tsuchida Ashimo (ep. 10)
- Takishita Tsuyoshi (ep. 10)
- Yoshino Yoshiko (ep. 10, special)
- Daiya (ep. 10)
- Nagano Satomi (ep. 11)
- Haruki Misayo (ep. 11)
- Shirai Keita (ep. 11)
- Okazaki Hiroshi (ep. 11)
- Mori Fujio (ep. 11)
- Matsuyama Hisako (ep. 11)
- Omori Akemi: Nagatani Shizue (ep. 11)

## Episodi
| Nº      | Titolo italiano (traduzione letterale) Giapponese 「Kanji」 - Rōmaji | In onda        | In onda |
| Nº      | Titolo italiano (traduzione letterale) Giapponese 「Kanji」 - Rōmaji | Giapponese     |         |
| 1       | I problemi che nascondiamo: violenza domestica, gravidanza e amori proibiti 「誰にも言えない悩み DV、妊娠、禁断愛」 - Dare ni mo ie nai nayami DV, ninshin, kindan ai                                                                       | 10 aprile 2008 |         |
| 2       | Una vita-e-morte segreta 「命がけの秘密」 - Inochigake no himitsu | 17 aprile 2008 |         |
| 3       | Un amore che corrode la vita 「命を削る想い」 - Inochi o kezuru omoi | 24 aprile 2008 |         |
| 4       | Un legame lacerato 「引き裂かれた絆」 - Hikisakare ta kizuna | 1º maggio 2008 |         |
| 5       | Una notte shoccante 「衝撃の一夜」 - Shōgeki no ichiya | 8 maggio 2008  |         |
| 6       | Una fuga disperata 「命がけの逃避行」 - Inochigake no tōhikō | 15 maggio 2008 |         |
| 7       | Una dura realtà 「残酷な現実」 - Zankoku na genjitsu | 22 maggio 2008 |         |
| 8       | L'ultima lettera 「最後の手紙」 - Saigo no tegami | 29 maggio 2008 |         |
| 9       | La tua vita 「君の命」 - Kimi no inochi | 5 giugno 2008  |         |
| 10      | Amore e morte 「最終章・愛と死」 - Saishū akira. ai to shi | 12 giugno 2008 |         |
| 11      | Per il futuro 「未来へ」 - Mirai e | 19 giugno 2008 |         |
| Special | L'amore dei giovani che vivono il momento 「スペシャルアンコール特別編総集編に新撮シーンも加え再編集!今を生きる若者達の愛」 - Supesharu ankōru tokubetsu hen sōshūhen ni shin to shīn mo kuwae sai henshū! ima o ikiru wakamono tachi no ai | 26 giugno 2008 |         |

## Temi affrontati
Inizialmente il dramma doveva essere esclusivamente incentrato sulla violenza domestica e su un eventuale disturbo dell'identità di genere dei due personaggi femminili principali; in seguito è stato creato il personaggio aggiuntivo di Takeru in quanto i produttori volevano anche una presenza maschile di sostegno.
Tutto incentrato attorno ai problemi delle nuove generazioni, sia personali che sociali, Last Friends viene a seguire varie questioni, in particolare quella della violenza in casa tra congiunti, oltre al disturbo dell'identità di genere ed ai traumi psicologici.
Ciascuno dei 5 protagonisti è caratterizzato da una questione centrale che lo assilla, e rappresenta un problema o difficoltà da affrontare e superare.